# كايي كينتانا
كايي كينتانا (بالإسبانية: Cayetano Quintana Hernández)‏ (20 ديسمبر 1993 بإسلا كريستينا في إسبانيا - ) هو لاعب كرة قدم إسباني في مركز الهجوم. لعب مع إيسيخا بالومبيي وريال بلد الوليد ب وريال بلد الوليد وريكرياتيفو وAtlético Onubense ‏.

## روابط خارجية
- كايي كينتانا على موقع قاعدة بيانات كرة القدم.إي يو (الإنجليزية)
- كايي كينتانا على موقع Soccerway.com (الإنجليزية)
- كايي كينتانا على موقع AS.com (الإسبانية)